# Premi e riconoscimenti delle Twice
Questa è una lista dei premi e delle candidature ricevute dalle Twice, gruppo musicale sudcoreano che debuttò nell'ottobre 2015 sotto la JYP Entertainment.

## Premi coreani
Asia Artist Award
| Edizione | Anno | Premio                                   | Ricevente | Risultato       | Fonti |
| -------- | ---- | ---------------------------------------- | --------- | --------------- | ----- |
| 1ª       | 2016 | Popularity Award – Singer                | Twice     | Candidato/a     | [ 1 ] |
| 1ª       | 2016 | Best Artist Award – Singer               | Twice     | Vincitore/trice | [ 1 ] |
| 2ª       | 2017 | Popularity Award – Singer                | Twice     | Candidato/a     |       |
| 3ª       | 2018 | Fabulous Award – Singer                  | Twice     | Vincitore/trice | [ 2 ] |
| 3ª       | 2018 | Popularity Award – Singer                | Twice     | Candidato/a     | [ 2 ] |
| 3ª       | 2018 | Artist of the Year – Music               | Twice     | Vincitore/trice | [ 2 ] |
| 3ª       | 2018 | Best Artist Award – Singer               | Twice     | Vincitore/trice | [ 2 ] |
| 4ª       | 2019 | Singer of the Year (Daesang)             | Twice     | Vincitore/trice | [ 3 ] |
| 4ª       | 2019 | Best Social Artist Award – Music         | Twice     | Vincitore/trice | [ 3 ] |
| 4ª       | 2019 | Popularity Award – Singer                | Twice     | Candidato/a     | [ 3 ] |
| 4ª       | 2019 | StarNews Popularity Award – Female Group | Twice     | Candidato/a     | [ 3 ] |

Circle Chart Music Award
| Edizione | Anno | Premio                          | Ricevente              | Risultato       | Fonti         |
| -------- | ---- | ------------------------------- | ---------------------- | --------------- | ------------- |
| 5ª       | 2016 | New Artist of the Year          | Twice                  | Candidato/a     | [ 4 ]         |
| 6ª       | 2017 | Album of the Year – 2nd Quarter | Page Two               | Candidato/a     | [ 5 ]         |
| 6ª       | 2017 | Song of the Year – April        | "Cheer Up"             | Vincitore/trice | [ 6 ]         |
| 6ª       | 2017 | Song of the Year – October      | "TT"                   | Vincitore/trice | [ 7 ]         |
| 7ª       | 2018 | Album of the Year – 1st Quarter | Twicecoaster: Lane 2   | Candidato/a     | [ 8 ]         |
| 7ª       | 2018 | Album of the Year – 2nd Quarter | Signal                 | Candidato/a     | [ 8 ]         |
| 7ª       | 2018 | Album of the Year – 4th Quarter | Twicetagram            | Candidato/a     | [ 8 ]         |
| 7ª       | 2018 | Song of the Year – February     | "Knock Knock"          | Vincitore/trice | [ 9 ] [ 10 ]  |
| 7ª       | 2018 | Song of the Year – May          | "Signal"               | Candidato/a     | [ 9 ] [ 10 ]  |
| 7ª       | 2018 | Song of the Year – October      | "Likey"                | Candidato/a     | [ 9 ] [ 10 ]  |
| 7ª       | 2018 | Song of the Year – December     | "Heart Shaker"         | Vincitore/trice | [ 9 ] [ 10 ]  |
| 8ª       | 2019 | Album of the Year – 2nd Quarter | What Is Love?          | Candidato/a     | [ 11 ]        |
| 8ª       | 2019 | Album of the Year – 3rd Quarter | Summer Nights          | Candidato/a     | [ 11 ]        |
| 8ª       | 2019 | Album of the Year – 4th Quarter | Yes or Yes             | Candidato/a     | [ 11 ]        |
| 8ª       | 2019 | Song of the Year – April        | "What Is Love?"        | Vincitore/trice | [ 12 ] [ 13 ] |
| 8ª       | 2019 | Song of the Year – July         | "Dance the Night Away" | Vincitore/trice | [ 12 ] [ 13 ] |
| 8ª       | 2019 | Song of the Year – November     | "Yes or Yes"           | Candidato/a     | [ 12 ] [ 13 ] |
| 9º       | 2020 | Album of the Year – 2nd Quarter | Fancy You              | Candidato/a     | [ 14 ]        |
| 9º       | 2020 | Album of the Year – 3rd Quarter | Feel Special           | Candidato/a     | [ 14 ]        |
| 9º       | 2020 | Song of the Year – April        | "Fancy"                | Candidato/a     | [ 15 ]        |

Genie Music Awards
| Edizione | Anno | Premio                         | Ricevente       | Risultato       | Fonti         |
| -------- | ---- | ------------------------------ | --------------- | --------------- | ------------- |
| 1ª       | 2018 | The Top Artist                 | Twice           | Candidato/a     | [ 16 ] [ 17 ] |
| 1ª       | 2018 | The Best Selling Artist        | Twice           | Vincitore/trice | [ 16 ] [ 17 ] |
| 1ª       | 2018 | The Female Group               | Twice           | Vincitore/trice | [ 16 ] [ 17 ] |
| 1ª       | 2018 | Best Global Performance        | Twice           | Vincitore/trice | [ 16 ] [ 17 ] |
| 1ª       | 2018 | Genie Music Popularity Award   | Twice           | Candidato/a     | [ 16 ] [ 17 ] |
| 1ª       | 2018 | The Top Music                  | "What Is Love?" | Candidato/a     | [ 16 ] [ 17 ] |
| 1ª       | 2018 | The Performing Artist – Female | "What Is Love?" | Candidato/a     | [ 16 ] [ 17 ] |
| 2ª       | 2019 | The Top Artist                 | Twice           | Candidato/a     | [ 18 ]        |
| 2ª       | 2019 | The Female Group               | Twice           | Vincitore/trice | [ 18 ]        |
| 2ª       | 2019 | The Best Selling Artist        | Twice           | Vincitore/trice | [ 18 ]        |
| 2ª       | 2019 | The Performing Artist – Female | Twice           | Candidato/a     | [ 18 ]        |
| 2ª       | 2019 | Genie Music Popularity Award   | Twice           | Candidato/a     | [ 18 ]        |
| 2ª       | 2019 | Global Popularity Award        | Twice           | Candidato/a     | [ 18 ]        |

Golden Disc Awards
| Edizione | Anno | Premio                                      | Ricevente            | Risultato       | Fonti                |
| -------- | ---- | ------------------------------------------- | -------------------- | --------------- | -------------------- |
| 30ª      | 2016 | Rookie of the Year Award                    | Twice                | Vincitore/trice | [ 19 ] [ 20 ]        |
| 30ª      | 2016 | Popularity Award                            | Twice                | Candidato/a     | [ 19 ] [ 20 ]        |
| 30ª      | 2016 | Global Popularity Award                     | Twice                | Candidato/a     | [ 19 ] [ 20 ]        |
| 31ª      | 2017 | Digital Daesang                             | "Cheer Up"           | Vincitore/trice | [ 21 ]               |
| 31ª      | 2017 | Digital Bonsang                             | "Cheer Up"           | Vincitore/trice | [ 21 ]               |
| 31ª      | 2017 | Album Bonsang                               | Twicecoaster: Lane 1 | Candidato/a     | [ 21 ]               |
| 31ª      | 2017 | Popularity Award                            | Twice                | Candidato/a     | [ 21 ]               |
| 31ª      | 2017 | Asian Choice Popularity Award               | Twice                | Candidato/a     | [ 21 ]               |
| 32ª      | 2018 | Digital Daesang                             | "Knock Knock"        | Candidato/a     | [ 22 ] [ 23 ]        |
| 32ª      | 2018 | Digital Bonsang                             | "Knock Knock"        | Vincitore/trice | [ 22 ] [ 23 ]        |
| 32ª      | 2018 | Album Daesang                               | Twicetagram          | Candidato/a     | [ 22 ] [ 23 ]        |
| 32ª      | 2018 | Album Bonsang                               | Twicetagram          | Vincitore/trice | [ 22 ] [ 23 ]        |
| 32ª      | 2018 | CeCi Asia Icon Award                        | Twice                | Vincitore/trice | [ 22 ] [ 23 ]        |
| 32ª      | 2018 | Genie Popularity Award                      | Twice                | Candidato/a     | [ 22 ] [ 23 ]        |
| 32ª      | 2018 | Global Popularity Award                     | Twice                | Candidato/a     | [ 22 ] [ 23 ]        |
| 33ª      | 2019 | Album Daesang                               | What Is Love?        | Candidato/a     | [ 24 ] [ 25 ]        |
| 33ª      | 2019 | Album Bonsang                               | What Is Love?        | Vincitore/trice | [ 24 ] [ 25 ]        |
| 33ª      | 2019 | Digital Daesang                             | "Heart Shaker"       | Candidato/a     | [ 24 ] [ 25 ]        |
| 33ª      | 2019 | Digital Bonsang                             | "Heart Shaker"       | Vincitore/trice | [ 24 ] [ 25 ]        |
| 33ª      | 2019 | Popularity Award                            | Twice                | Candidato/a     | [ 24 ] [ 25 ]        |
| 33ª      | 2019 | NetEase Music Global Star Popularity Award  | Twice                | Candidato/a     | [ 24 ] [ 25 ]        |
| 34ª      | 2020 | Album Daesang                               | Feel Special         | Candidato/a     | [ 26 ] [ 27 ] [ 28 ] |
| 34ª      | 2020 | Album Bonsang                               | Feel Special         | Vincitore/trice | [ 26 ] [ 27 ] [ 28 ] |
| 34ª      | 2020 | Digital Daesang                             | "Yes or Yes"         | Candidato/a     | [ 26 ] [ 27 ] [ 28 ] |
| 34ª      | 2020 | Digital Bonsang                             | "Yes or Yes"         | Vincitore/trice | [ 26 ] [ 27 ] [ 28 ] |
| 34ª      | 2020 | Cosmopolitan Artist Award                   | Twice                | Vincitore/trice | [ 26 ] [ 27 ] [ 28 ] |
| 34ª      | 2020 | Popularity Award                            | Twice                | Candidato/a     | [ 26 ] [ 27 ] [ 28 ] |
| 34ª      | 2020 | NetEase Music Fans' Choice K-pop Star Award | Twice                | Candidato/a     | [ 26 ] [ 27 ] [ 28 ] |

Korea Popular Music Awards
| Edizione | Anno | Categoria         | Ricevente      | Risultato       | Fonti  |
| -------- | ---- | ----------------- | -------------- | --------------- | ------ |
| 1ª       | 2018 | Best Album        | Merry & Happy  | Candidato/a     | [ 29 ] |
| 1ª       | 2018 | Best Artist       | Twice          | Candidato/a     | [ 29 ] |
| 1ª       | 2018 | Bonsang Award     | Twice          | Vincitore/trice | [ 29 ] |
| 1ª       | 2018 | Popularity Award  | Twice          | Candidato/a     | [ 29 ] |
| 1ª       | 2018 | Best Digital Song | "Heart Shaker" | Vincitore/trice | [ 29 ] |
| 1ª       | 2018 | Group Dance Award | "Heart Shaker" | Candidato/a     | [ 29 ] |

Korean Music Awards
| Edizione | Anno | Premio             | Ricevente  | Risultato   | Fonti         |
| -------- | ---- | ------------------ | ---------- | ----------- | ------------- |
| 14ª      | 2017 | Song of the Year   | "Cheer Up" | Candidato/a | [ 30 ] [ 31 ] |
| 14ª      | 2017 | Best Pop Song      | "Cheer Up" | Candidato/a | [ 30 ] [ 31 ] |
| 14ª      | 2017 | Rookie of the Year | Twice      | Candidato/a | [ 30 ] [ 31 ] |

Melon Music Awards
| Edizione | Anno | Premio                   | Ricevente      | Risultato       | Fonti         |
| -------- | ---- | ------------------------ | -------------- | --------------- | ------------- |
| 8th      | 2016 | Best Album Award         | Page Two       | Candidato/a     | [ 32 ]        |
| 8th      | 2016 | Best Song Award          | "Cheer Up"     | Vincitore/trice | [ 32 ]        |
| 8th      | 2016 | Best Dance – Female      | "Cheer Up"     | Candidato/a     | [ 32 ]        |
| 8th      | 2016 | Best Artist Award        | Twice          | Candidato/a     | [ 32 ]        |
| 8th      | 2016 | Top 10 Artists           | Twice          | Vincitore/trice | [ 32 ]        |
| 8th      | 2016 | Netizen Popularity Award | Twice          | Candidato/a     | [ 32 ]        |
| 8th      | 2016 | Kakao Hot Star Award     | Twice          | Candidato/a     | [ 32 ]        |
| 9ª       | 2017 | Best Song Award          | "Knock Knock"  | Candidato/a     | [ 33 ] [ 34 ] |
| 9ª       | 2017 | Best Dance – Female      | "Knock Knock"  | Vincitore/trice | [ 33 ] [ 34 ] |
| 9ª       | 2017 | Best Artist Award        | Twice          | Candidato/a     | [ 33 ] [ 34 ] |
| 9ª       | 2017 | Top 10 Artists           | Twice          | Vincitore/trice | [ 33 ] [ 34 ] |
| 9ª       | 2017 | Netizen Popularity Award | Twice          | Candidato/a     | [ 33 ] [ 34 ] |
| 9ª       | 2017 | Kakao Hot Star Award     | Twice          | Candidato/a     | [ 33 ] [ 34 ] |
| 10ª      | 2018 | Best Song Award          | "Heart Shaker" | Candidato/a     | [ 35 ] [ 36 ] |
| 10ª      | 2018 | Best Dance – Female      | "Heart Shaker" | Candidato/a     | [ 35 ] [ 36 ] |
| 10ª      | 2018 | Best Artist Award        | Twice          | Candidato/a     | [ 35 ] [ 36 ] |
| 10ª      | 2018 | Top 10 Artists           | Twice          | Vincitore/trice | [ 35 ] [ 36 ] |
| 10ª      | 2018 | Netizen Popularity Award | Twice          | Candidato/a     | [ 35 ] [ 36 ] |
| 10ª      | 2018 | Kakao Hot Star Award     | Twice          | Candidato/a     | [ 35 ] [ 36 ] |
| 11ª      | 2019 | Top 10 Artists           | Twice          | Candidato/a     | [ 37 ] [ 38 ] |
| 11ª      | 2019 | Netizen Popularity Award | Twice          | Candidato/a     | [ 37 ] [ 38 ] |
| 11ª      | 2019 | Best Dance – Female      | "Fancy"        | Candidato/a     | [ 37 ] [ 38 ] |

Mnet Asian Music Awards
| Edizione | Anno | Premio                                | Ricevente       | Risultato       | Fonti                |
| -------- | ---- | ------------------------------------- | --------------- | --------------- | -------------------- |
| 17ª      | 2015 | Best New Female Artist                | Twice           | Vincitore/trice | [ 39 ]               |
| 17ª      | 2015 | Artist of the Year                    | Twice           | Candidato/a     | [ 39 ]               |
| 18ª      | 2016 | Album of the Year                     | Page Two        | Candidato/a     | [ 40 ] [ 41 ] [ 42 ] |
| 18ª      | 2016 | Artist of the Year                    | Twice           | Candidato/a     | [ 40 ] [ 41 ] [ 42 ] |
| 18ª      | 2016 | Best Female Group                     | Twice           | Vincitore/trice | [ 40 ] [ 41 ] [ 42 ] |
| 18ª      | 2016 | Worldwide Favorite Artist             | Twice           | Candidato/a     | [ 40 ] [ 41 ] [ 42 ] |
| 18ª      | 2016 | Song of the Year                      | "Cheer Up"      | Vincitore/trice | [ 40 ] [ 41 ] [ 42 ] |
| 18ª      | 2016 | Best Dance Performance – Female Group | "Cheer Up"      | Candidato/a     | [ 40 ] [ 41 ] [ 42 ] |
| 19ª      | 2017 | Album of the Year                     | Signal          | Candidato/a     | [ 43 ] [ 44 ] [ 45 ] |
| 19ª      | 2017 | Artist of the Year                    | Twice           | Candidato/a     | [ 43 ] [ 44 ] [ 45 ] |
| 19ª      | 2017 | Best Female Group                     | Twice           | Candidato/a     | [ 43 ] [ 44 ] [ 45 ] |
| 19ª      | 2017 | 2017 Favorite KPOP Star               | Twice           | Candidato/a     | [ 43 ] [ 44 ] [ 45 ] |
| 19ª      | 2017 | Song of the Year                      | "Signal"        | Vincitore/trice | [ 43 ] [ 44 ] [ 45 ] |
| 19ª      | 2017 | Best Music Video                      | "Signal"        | Candidato/a     | [ 43 ] [ 44 ] [ 45 ] |
| 19ª      | 2017 | Best Dance Performance – Female Group | "Signal"        | Vincitore/trice | [ 43 ] [ 44 ] [ 45 ] |
| 20ª      | 2018 | Album of the Year                     | What Is Love?   | Candidato/a     | [ 46 ] [ 47 ]        |
| 20ª      | 2018 | Artist of the Year                    | Twice           | Candidato/a     | [ 46 ] [ 47 ]        |
| 20ª      | 2018 | Worldwide Icon of the Year            | Twice           | Candidato/a     | [ 46 ] [ 47 ]        |
| 20ª      | 2018 | Best Female Group                     | Twice           | Vincitore/trice | [ 46 ] [ 47 ]        |
| 20ª      | 2018 | Worldwide Fans' Choice Top 10         | Twice           | Vincitore/trice | [ 46 ] [ 47 ]        |
| 20ª      | 2018 | Favorite Dance Artist – Female        | Twice           | Vincitore/trice | [ 46 ] [ 47 ]        |
| 20ª      | 2018 | Song of the Year                      | "What Is Love?" | Vincitore/trice | [ 46 ] [ 47 ]        |
| 20ª      | 2018 | Best Music Video                      | "What Is Love?" | Candidato/a     | [ 46 ] [ 47 ]        |
| 20ª      | 2018 | Best Dance Performance – Female Group | "What Is Love?" | Vincitore/trice | [ 46 ] [ 47 ]        |
| 20ª      | 2018 | Favorite Music Video                  | "What Is Love?" | Candidato/a     | [ 46 ] [ 47 ]        |
| 21ª      | 2019 | Album of the Year                     | Fancy You       | Candidato/a     | [ 48 ] [ 49 ]        |
| 21ª      | 2019 | Artist of the Year                    | Twice           | Candidato/a     | [ 48 ] [ 49 ]        |
| 21ª      | 2019 | Worldwide Icon of the Year            | Twice           | Candidato/a     | [ 48 ] [ 49 ]        |
| 21ª      | 2019 | Best Female Group                     | Twice           | Vincitore/trice | [ 48 ] [ 49 ]        |
| 21ª      | 2019 | Worldwide Fans' Choice Top 10         | Twice           | Vincitore/trice | [ 48 ] [ 49 ]        |
| 21ª      | 2019 | 2019 Qoo10 Favorite Female Artist     | Twice           | Vincitore/trice | [ 48 ] [ 49 ]        |
| 21ª      | 2019 | Song of the Year                      | "Fancy"         | Candidato/a     | [ 48 ] [ 49 ]        |
| 21ª      | 2019 | Best Dance Performance – Female Group | "Fancy"         | Vincitore/trice | [ 48 ] [ 49 ]        |

Seoul Music Award
| Edizione | Anno | Premio                                | Ricevente  | Risultato       | Fonti  |
| -------- | ---- | ------------------------------------- | ---------- | --------------- | ------ |
| 25ª      | 2016 | Bonsang Award                         | Twice      | Candidato/a     | [ 50 ] |
| 25ª      | 2016 | New Artist Award                      | Twice      | Candidato/a     | [ 50 ] |
| 25ª      | 2016 | Popularity Award                      | Twice      | Candidato/a     | [ 50 ] |
| 25ª      | 2016 | Hallyu Special Award                  | Twice      | Candidato/a     | [ 50 ] |
| 26ª      | 2017 | Record of the Year in Digital Release | "Cheer Up" | Vincitore/trice | [ 51 ] |
| 26ª      | 2017 | Daesang Award                         | Twice      | Candidato/a     | [ 51 ] |
| 26ª      | 2017 | Bonsang Award                         | Twice      | Vincitore/trice | [ 51 ] |
| 26ª      | 2017 | Female Dance Performance Award        | Twice      | Vincitore/trice | [ 51 ] |
| 26ª      | 2017 | Popularity Award                      | Twice      | Candidato/a     | [ 51 ] |
| 26ª      | 2017 | Hallyu Special Award                  | Twice      | Candidato/a     | [ 51 ] |
| 27ª      | 2018 | Daesang Award                         | Twice      | Candidato/a     | [ 52 ] |
| 27ª      | 2018 | Bonsang Award                         | Twice      | Vincitore/trice | [ 52 ] |
| 27ª      | 2018 | Popularity Award                      | Twice      | Candidato/a     | [ 52 ] |
| 27ª      | 2018 | Hallyu Special Award                  | Twice      | Candidato/a     | [ 52 ] |
| 28ª      | 2019 | Bonsang Award                         | Twice      | Vincitore/trice | [ 53 ] |
| 28ª      | 2019 | Popularity Award                      | Twice      | Candidato/a     | [ 53 ] |
| 28ª      | 2019 | Hallyu Special Award                  | Twice      | Candidato/a     | [ 53 ] |
| 28ª      | 2019 | Daesang Award                         | Twice      | Candidato/a     | [ 53 ] |

Soribada Best K-Music Award
| Edizione | Anno | Premio                  | Ricevente | Risultato       | Fonti  |
| -------- | ---- | ----------------------- | --------- | --------------- | ------ |
| 1ª       | 2017 | Digital Daesang Award   | Twice     | Vincitore/trice | [ 54 ] |
| 1ª       | 2017 | Bonsang Award           | Twice     | Vincitore/trice | [ 54 ] |
| 1ª       | 2017 | Popularity Award        | Twice     | Candidato/a     | [ 54 ] |
| 2ª       | 2018 | Digital Daesang Award   | Twice     | Vincitore/trice | [ 55 ] |
| 2ª       | 2018 | Bonsang Award           | Twice     | Vincitore/trice | [ 55 ] |
| 2ª       | 2018 | Female Popularity Award | Twice     | Candidato/a     | [ 55 ] |
| 2ª       | 2018 | Global Fandom Award     | Twice     | Candidato/a     | [ 55 ] |
| 3ª       | 2019 | Bonsang Award           | Twice     | Vincitore/trice | [ 56 ] |
| 3ª       | 2019 | Female Popularity Award | Twice     | Vincitore/trice | [ 56 ] |
| 3ª       | 2019 | Music of the Year Award | Twice     | Vincitore/trice | [ 56 ] |

The Fact Music Awards
| Edizione | Anno | Premio             | Ricevente | Risultato       | Fonti  |
| -------- | ---- | ------------------ | --------- | --------------- | ------ |
| 1ª       | 2019 | Worldwide Icon     | Twice     | Vincitore/trice | [ 57 ] |
| 1ª       | 2019 | Artist of the Year | Twice     | Vincitore/trice | [ 57 ] |

## Premi internazionali
BreakTudo Awards
| Edizione | Anno | Premio             | Ricevente | Risultato   | Fonti  |
| -------- | ---- | ------------------ | --------- | ----------- | ------ |
| 3ª       | 2018 | K-pop Female Group | Twice     | Candidato/a |        |
| 4ª       | 2019 | K-pop Female Group | Twice     | Candidato/a | [ 58 ] |

Japan Record Awards
| Edizione | Anno | Premio          | Ricevente    | Risultato       | Fonti  |
| -------- | ---- | --------------- | ------------ | --------------- | ------ |
| 60ª      | 2018 | Grand Prix      | "Wake Me Up" | Candidato/a     | [ 59 ] |
| 60ª      | 2018 | Best Song Award | "Wake Me Up" | Vincitore/trice | [ 59 ] |

Japan Gold Disc Award
| Edizione | Anno | Premio                              | Ricevente            | Risultato       | Fonti  |
| -------- | ---- | ----------------------------------- | -------------------- | --------------- | ------ |
| 32ª      | 2018 | New Artist of the Year (Asia)       | Twice                | Vincitore/trice | [ 60 ] |
| 32ª      | 2018 | Best 3 New Artist (Asia)            | Twice                | Vincitore/trice | [ 60 ] |
| 32ª      | 2018 | Album of the Year (Asia)            | #TWICE               | Vincitore/trice | [ 61 ] |
| 32ª      | 2018 | Best 3 Albums (Asia)                | #TWICE               | Vincitore/trice | [ 61 ] |
| 32ª      | 2018 | Song of the Year by Download (Asia) | "TT (Japanese ver.)" | Vincitore/trice | [ 62 ] |
| 33ª      | 2019 | Best 3 Albums (Asia)                | BDZ                  | Vincitore/trice | [ 63 ] |
| 33ª      | 2019 | Song of the Year by Download (Asia) | "Candy Pop"          | Vincitore/trice | [ 64 ] |

MTV Europe Music Award
| Edizione | Anno | Premio          | Ricevente | Risultato   | Fonti |
| -------- | ---- | --------------- | --------- | ----------- | ----- |
| 23ª      | 2016 | Best Korean Act | Twice     | Candidato/a |       |

Shorty Award
| Edizione | Anno | Premio        | Ricevente | Risultato | Fonti         |
| -------- | ---- | ------------- | --------- | --------- | ------------- |
| 12ª      | 2020 | Best in Music | Twice     | In attesa | [ 65 ] [ 66 ] |

Spotify Award
| Edizione | Anno | Premio                                | Ricevente | Risultato   | Fonti  |
| -------- | ---- | ------------------------------------- | --------- | ----------- | ------ |
| 1ª       | 2020 | Most Listened to K-Pop Artist: Female | Twice     | Candidato/a | [ 67 ] |

Telehit Award
| Edizione | Anno | Premio                 | Ricevente | Risultato   | Fonti  |
| -------- | ---- | ---------------------- | --------- | ----------- | ------ |
| 12ª      | 2019 | Best K-pop of the Year | Twice     | Candidato/a | [ 68 ] |

## Altri premi
| Anno                                                   | Premio                                           | Ricevente            | Risultato       | Fonti         |
| ------------------------------------------------------ | ------------------------------------------------ | -------------------- | --------------- | ------------- |
| Simply K-Pop Award                                     |                                                  |                      |                 |               |
| 2015                                                   | Best Rising Star Girl Group                      | Twice                | Vincitore/trice | [ 69 ]        |
| 2016                                                   | Best Performance Girl Group                      | "Cheer Up"           | Vincitore/trice | [ 70 ]        |
| Philippine K-pop Award                                 |                                                  |                      |                 |               |
| 2015                                                   | Rookie of the Year – Female                      | Twice                | Vincitore/trice | [ 71 ]        |
| 2016                                                   | Best Female Group                                | Twice                | Vincitore/trice | [ 72 ]        |
| 2016                                                   | Song of the Year                                 | "Cheer Up"           | Vincitore/trice | [ 72 ]        |
| 2017                                                   | Song of the Year                                 | "Likey"              | Vincitore/trice | [ 73 ]        |
| 2019                                                   | Best Female Group                                | Twice                | Vincitore/trice | [ 74 ]        |
| InStyle Star Icon                                      |                                                  |                      |                 |               |
| 2016                                                   | Next Generation Girl Group                       | Twice                | Candidato/a     | [ 75 ]        |
| Korean Consumer Forum Award                            |                                                  |                      |                 |               |
| 2016                                                   | Korea's Brand of the Year                        | Twice                | Vincitore/trice | [ 76 ]        |
| Korea Cable TV Association Award                       |                                                  |                      |                 |               |
| 2016                                                   | Best Singer Selected by Cable TV Music Producers | Twice                | Vincitore/trice | [ 77 ]        |
| 2017                                                   | Artist of the Year                               | Twice                | Vincitore/trice | [ 78 ]        |
| V Live Award                                           |                                                  |                      |                 |               |
| 2016                                                   | V Refreshing Youngster Award                     | Twice                | Vincitore/trice | [ 79 ]        |
| 2017                                                   | Global Artist Top 10                             | Twice                | Vincitore/trice | [ 80 ] [ 81 ] |
| 2018                                                   | Global Artist Top 10                             | Twice                | Vincitore/trice | [ 82 ]        |
| 2019                                                   | Artist Top 10                                    | Twice                | Vincitore/trice | [ 83 ]        |
| 2019                                                   | Best Channel – 3 million followers               | Twice                | Vincitore/trice | [ 83 ]        |
| 2019                                                   | The Most Loved Artist                            | Twice                | Candidato/a     | [ 84 ] [ 85 ] |
| 2019                                                   | Global Artist Top 12                             | Twice                | Vincitore/trice | [ 84 ] [ 85 ] |
| Yahoo! Asia Buzz Awards                                |                                                  |                      |                 |               |
| 2016                                                   | Asia Popular Artist Award                        | Twice                | Candidato/a     |               |
| Korean Producers & Directors Association (KPDA) Awards |                                                  |                      |                 |               |
| 2017                                                   | Artist of the Year                               | Twice                | Vincitore/trice | [ 86 ]        |
| Soompi Award                                           |                                                  |                      |                 |               |
| 2017                                                   | Best Female Group                                | Twice                | Vincitore/trice | [ 87 ] [ 88 ] |
| 2017                                                   | Artist of the Year                               | Twice                | Candidato/a     | [ 87 ] [ 88 ] |
| 2017                                                   | Breakout Artist                                  | Twice                | Candidato/a     | [ 87 ] [ 88 ] |
| 2017                                                   | Best Choreography                                | "Cheer Up"           | Candidato/a     | [ 87 ] [ 88 ] |
| 2017                                                   | Song of the Year                                 | "Cheer Up"           | Candidato/a     | [ 87 ] [ 88 ] |
| 2017                                                   | Fuse Music Video of the Year                     | "Cheer Up"           | Candidato/a     | [ 87 ] [ 88 ] |
| 2017                                                   | Best Stage Outfit                                | "Cheer Up"           | Candidato/a     | [ 87 ] [ 88 ] |
| 2017                                                   | Album of the Year                                | Page Two             | Candidato/a     | [ 87 ] [ 88 ] |
| 2018                                                   | Artist of the Year                               | Twice                | Candidato/a     | [ 89 ]        |
| 2018                                                   | Album of the Year                                | Twicecoaster: Lane 2 | Candidato/a     | [ 89 ]        |
| 2018                                                   | Song of the Year                                 | "Signal"             | Candidato/a     | [ 89 ]        |
| 2018                                                   | Best Stage Outfit                                | "Signal"             | Candidato/a     | [ 89 ]        |
| 2018                                                   | Best Female Group                                | Twice                | Candidato/a     | [ 89 ]        |
| 2018                                                   | Best Choreography                                | "Knock Knock"        | Candidato/a     | [ 89 ]        |
| Shibuya Note Awards                                    |                                                  |                      |                 |               |
| 2018                                                   | Buzz of the Year                                 | Twice                | Candidato/a     | [ 90 ]        |
| Korean Ministry of Culture, Sports and Tourism         |                                                  |                      |                 |               |
| 2019                                                   | Hallyu Culture Grand Prize                       | Twice                | Vincitore/trice | [ 91 ]        |

## Altri riconoscimenti
Onorificenze 
| Paese         | Anno | Onorificenza                                                  | Fonti  |
| ------------- | ---- | ------------------------------------------------------------- | ------ |
| Corea del Sud | 2017 | Encomio del Ministro della Cultura, dello Sport e del Turismo | [ 93 ] |

## Annotazioni
1. ↑  Le onorificenze vengono assegnate durante i Korean Popular Culture and Arts Award, organizzati dalla Korea Creative Content Agency e presentati dal Ministero della cultura, dello sport e del turismo.[92] Vengono consegnate a chi ha contribuito alle arti e alla cultura pop sudcoreane.